# Eulamprus murrayi
Eulamprus murrayi är en ödleart som beskrevs av  George Albert Boulenger 1887. Eulamprus murrayi ingår i släktet Eulamprus och familjen skinkar. Inga underarter finns listade i Catalogue of Life.